# Abaliella gertschi
Abaliella gertschi är en spindeldjursart som beskrevs av Verner Hawsbrook Rowland 1973. Abaliella gertschi ingår i släktet Abaliella och familjen Thelyphonidae. Inga underarter finns listade i Catalogue of Life.